# Aziak Island
Aziak Island (auch Azki, Azlak, Azyak, Azik bzw. Azaik) ist eine kleine unbewohnte Insel der Andreanof Islands, die zu den Aleuten gehören.  Die Insel ist ca. 1,7 km lang und liegt an ihrem höchsten Punkt etwa 58 m über dem Meeresspiegel.
Der Name Aziak stammt von dem aleutischen Wort ha-azax. Bis 1920 war die Insel unter dem Namen Sledge Island in den Karten verzeichnet. Um Verwechslungen mit einer 1500 km nördlichen Insel zu vermeiden, erhielt sie ihren ursprünglichen aleutischen Namen.